# Nativus carare
Espèce
Nativus carare est une espèce d'araignées aranéomorphes de la famille des Sparassidae.

## Distribution
Cette espèce est endémique de Colombie. Elle se rencontre dans les départements de Santander et de Boyacá.

## Description
Le mâle holotype mesure 8,79 mm.

## Systématique et taxinomie
Cette espèce a été décrite par Casas et Rheims en 2023.

## Étymologie
Son nom d'espèce lui a été donné en référence au lieu de sa découverte, le río Carare.

## Publication originale
- Casas & Rheims, 2023 : « Nativus gen. nov., a new huntsman spider genus from South America (Araneae: Sparassidae: Heteropodinae). » Zootaxa, no 5360(1), p. 1-43.